# Tanjung Sari (Lempuing Jaya)
Tanjung Sari is een bestuurslaag in het regentschap Ogan Komering Ilir van de provincie Zuid-Sumatra, Indonesië. Tanjung Sari telt 1684 inwoners (volkstelling 2010).